# Lista campusurilor studențești din București
- Campusuri Universitatea București
  - Campusul Studențesc Grozăvești (2016 locuri)
  - Cămin Mihail Kogălniceanu  (638 locuri)
  - Cămin Universal (141 locuri)
  - Cămin Poligrafie (236 locuri)
  - Cămin Th. Pallady (222 locuri)
  - Cămin Stoian Militaru (473 locuri)
  - Cămin Fundeni (206 locuri)
  - Cămin Panduri (224 locuri)
  - Complex Măgurele (648 locuri)
- Campus Universitatea Politehnica din București
  - Campusul Studențesc Regie
  - Campusul Studențesc Leu
  - Campusul Polizu
- Campusul Academia de Studii Economice
- Campusul Facultatea de Drept
- Complexul Moxa
- Căminul 303